# Niederkell
Niederkell ist ein Ort in der Verbandsgemeinde Saarburg-Kell, der zu den Ortsgemeinden Mandern und Waldweiler gehört, wobei Erstere den größeren Anteil hat. In Niederkell befindet sich eine Fabrik der Firma Bilstein.
Früher befand sich in Niederkell der Bahnhof Schillingen an der Hochwaldbahn. Der Bahnhof wurde nach Schillingen benannt, da die Bahnhofstraße von hier dorthin führte, da dies beim Bau der Strecke der nächste größere Ort war. Im Bahnhof befand sich auch ein Anschlussgleis zur Bilstein-Fabrik, der noch bis in die 1990er Jahre bedient und dann aufgelassen und zurückgebaut wurde. Auf der ehemaligen Bahntrasse verläuft heute der Ruwer-Hochwald-Radweg.